# Cornelio Saavedra
Cornelio Judas Tadeo de Saavedra (Otuyo, corregimiento de Potosí, Imperio español, 15 de septiembre de 1759-Buenos Aires, Provincias Unidas del Río de la Plata, 29 de marzo de 1829) fue un comerciante, miembro capitular y estadista rioplatense. Participó en la segunda invasión inglesa al virreinato del Río de la Plata como jefe del cuerpo de Patricios e intervino decisivamente en la Revolución de Mayo. Fue el presidente del primer gobierno de las Provincias Unidas del Río de la Plata, llamado oficialmente Junta Provisional Gubernativa de las Provincias del Río de la Plata a nombre del Señor Don Fernando VII —más tarde sería conocida como la Primera Junta— y también presidente de la Junta Grande en la que aquella se transformó.
Designado general en jefe del Ejército Auxiliar del Alto Perú, su partida fue aprovechada por opositores que reemplazaron a la Junta Grande por el Primer Triunvirato, destituyéndolo y cursando órdenes de arresto en su contra, viéndose forzado a permanecer alejado de Buenos Aires hasta que los cargos fueron retirados en 1818.

## Datos biográficos
Cornelio Saavedra nació el 15 de septiembre de 1759 en una hacienda agrícola llamada "La Fombera" sobre la orilla del río Mataca cercana al poblado de Otuyo. La hacienda estaba en la mitad del camino de 180 km que unía la Villa Imperial de Potosí con La Plata, ambas dependientes del Virreinato del Perú. Según la partida de bautismo archivada en la Casa de la Moneda de Potosí, fue bautizado en el mismo lugar al día siguiente por el doctor José del Barco y Oliva, cura y vicario de la parroquia de Santa Ana de Mataca, la Vieja. Fue su madrina la india Pascuala, que ofició de partera.
Sus padres fueron Santiago Felipe de Saavedra y Palma, natural de Buenos Aires, y Teresa Rodríguez de Güiraldes, oriunda de la Villa Imperial de Potosí. La familia se mudó a Buenos Aires en 1767.
El Real Colegio de San Carlos inauguró su actividad como tal el 24 de febrero de 1773, con el dictado del curso anual de Lógica a cargo del presbítero Carlos José Montero. Entre los primeros 18 alumnos de esa institución de nivel secundario estaba Cornelio Saavedra, con 14 años de edad. Para ingresar se debía aprobar un examen previo de gramática latina, condición indispensable para el estudio de la filosofía. En años sucesivos aprobó los cursos de Física y Metafísica. Terminado el curso de Filosofía, en 1776, figuró entre los alumnos del primer año de Teología recibiéndose de licenciado en este saber en 1779. Sin embargo, no pudo continuar con los estudios universitarios porque debió dedicarse a la administración de los bienes familiares.
Su familia pertenecía, por su capacidad económica y prestigio, a la elite que dominaba el Cabildo de Buenos Aires. El 17 de abril de 1788, Cornelio Saavedra se casó —con la correspondiente dispensa eclesiástica debido al impedimento del segundo grado lateral de consanguinidad— con su prima hermana María Francisca Cabrera y Saavedra, que había enviudado dos años antes heredando la fortuna de su esposo Mateo Ramón Álzaga y Sobrado, próspero comerciante y Teniente del Correo Mayor. Este tipo de matrimonio endogámico era una de las formas de reproducción, refuerzo y mantenimiento de esa elite capitular. En el acta matrimonial que figura en la catedral de Buenos Aires consta que los padres de ambos contrayentes eran regidores.
En 1798 falleció su esposa, con la cual tuvo tres hijos, y en 1801 se volvió a casar con María Saturnina Bárbara Otárola del Ribero, hija del coronel José Antonio Gregorio de Otárola y Larrazábal y Josefa del Ribero y Cossio. El padre era regidor del Cabildo de Buenos Aires y uno de los más ricos comerciantes del territorio.

## Funciones capitulares
En 1797, un año antes del fallecimiento de su primera esposa, comenzó su carrera en el Cabildo de Buenos Aires, donde asumirá distintos cargos administrativos. Como miembro de la importante familia de los Aoiz, la secuencia cronológica de los cargos desempeñados muestra el no cumplimiento de las normas vigentes sobre plazos, típica de la estrategia de esa familia (y otras), en contraposición, por ejemplo, con la familia Belgrano, que sí las cumplía.

### Regidor del Cabildo de Buenos Aires
En 1797 fue nombrado regidor cuarto del Cabildo. Al año siguiente fue regidor tercero con el anexo de Defensor General de Menores. Esta función estaba vinculada con la promoción en todas las causas de menores lo que requería el auxilio de un agente y un abogado que, según los casos y el periodo, debía solventar el regidor. Además de este costo económico, el cargo exigía mucho trabajo y se elegían sujetos "de distinción y probidad", y sobre todo honestidad, dado que debían custodiar y mantener los bienes de los menores ricos. Normalmente el dinero de estos se prestaba al propio cabildo que abonaba un interés por el uso de los fondos. En julio de 1801, Saavedra intervino en un caso de pedofilia, cuyas víctimas habían sido alumnos de una escuela en la zona de la catedral. El acusado, un indio natural de las Misiones, fue detenido al encontrarse en su poder las ropas de un niño que se había fugado de su casa. Saavedra llamó a declarar a nueve niños que habían sido vistos con el citado indio, los que denunciaron los abusos.
En su gestión se preocupó por la suba del precio del ganado proponiendo una serie de medidas de control contra los abusos de la intermediación entre el matarife y el consumidor. En cuanto a la prohibición de la exportación de trigo propuesta ese año por el Fiel Ejecutor adujo que el comercio, reducido solamente al abastecimiento local, limitaba la expansión de la producción agrícola. (AGN, IX, 20.32) 
En 1798, por orden del cabildo, Saavedra tuvo que reemplazar transitoriamente al regidor Francisco Antonio Beláustegui.

### Síndico procurador general
En la reunión del Cabildo del primero de enero de 1799, Cornelio Saavedra fue nombrado síndico procurador general, es decir, defensor de los derechos de los habitantes de la ciudad.
En Buenos Aires, en la época tardocolonial, el intento de establecer gremios tenía antiguos antecedentes. En el último tercio del siglo XVIII, pulperos, panaderos, plateros y zapateros intentaron conformar asociaciones gremiales que no pudieron concretarse. A fines de julio de 1780, el virrey Vértíz, ordenó la agremiación de artistas y oficiales mecánicos sin tener éxito. En 1788, los maestros zapateros, basándose en el estado ruinoso del oficio debido a la falta de oficiales y capataces idóneos, lo que permitía que "simples remendones" instalen talleres y ofrezcan al público "sus engendros", propusieron la constitución de un gremio que fiscalizara el adiestramiento de aprendices durante cuatro años más dos años de práctica como oficiales y recién después de un examen de rigor otorgarles el rango de maestro en el arte.
En 1793 el rey no aprobó las nuevas ordenanzas que en la materia había enviado el Cabildo de Buenos Aires. Ínterin los pardos y morenos solicitaron constituir su propio gremio de zapateros con el objetivo de segmentar la producción y la clientela separándose de los españoles. En 1795, el rey ordenó que el virrey se expida con el voto de la audiencia, la cual se mostró favorable a la agremiación separada de los morenos. Luego de largas tramitaciones, el expediente pasó en vista a Cornelio Saavedra en su calidad de síndico procurador del Cabildo quien el 20 de mayo de 1799 firmó un extenso dictamen donde justificó su voto negativo. El Dictamen "hirió de muerte a los gremios":

Todos sabemos que el Autor de la Naturaleza impuso al hombre la obligación de vivir con el sudor de su rostro; y así este derecho de trabajar, es el título más sagrado e imprescriptible que conoce el género humano; persuadirse que necesita el permiso de un gremio, para no ser gravoso a la sociedad, para no ser ocioso, para ganar de comer, es un delirio; decir que la Suprema Potestad, que es el Príncipe, es el que debe vender el derecho de trabajar es una monstruosidad; así el Poder Soberano debe asegurar a todos los Ciudadanos el goce pleno de semejante prerrogativa”.
Cornelio Saavedra, Dictamen, 20 de mayo de 1799 en (Levene, 1962, p. 361 y siguientes)

El Cabildo se adhirió al voto del sindico procurador basado en este nuevo supuesto de la libertad del trabajo y negó lo solicitado.
En su evaluación del escrito, el historiador Ricardo Levene concluyó que el Dictamen era una "página admirable" de "este ilustre patricio" [Saavedra] digna de "figurar, por la inspiración liberal de sus ideas y espíritu democrático que le anima, entre los escritos anunciadores de la Revolución", elogio que tuvo amplia aceptación. Otro historiador, Enrique M. Barba, que estudió específicamente el documento de Saavedra, lo definió como "el alegato más brillante y conceptuoso que se conoce en el Río de la Plata". Por su parte Alfredo L. Palacios consideró que esa afirmación de Levene era una "evidente exageración".
Sin embargo, análisis exhaustivos posteriores demostraron que el Dictamen no fue redactado por Saavedra sino por el doctor Feliciano Antonio Chiclana, compañero de estudios en el Colegio de San Carlos y posterior patrón de Saavedra en el prestigioso bufete de abogados de su familia donde Saavedra trabajaba de escribiente y a quien pretendió exceptuarlo del servicio militar, privilegio del que gozaban los abogados y sus empleados. Se determinó además que Chiclana se había inspirado en Jovellanos y había plagiado al intelectual vasco Valentín de Foronda y que este, a su vez, había tenido por fuente los textos del Edicto de Luis XVI de Francia sobre supresión de gremios redactado por Turgot en febrero de 1776.

### Administrador de Granos
En 1801 fue elegido como alcalde de segundo voto. Desde 1803 hasta 1805, debido a que las cosechas de trigo no cubrían el consumo, el precio de la harina en Buenos Aires se triplicó. Influyó no solo la escasez sino la especulación de los acaparadores y el contrabando.
En 1804, el cabildo prohibió la exportación de harina y trigo y creó dos mercados destinados a la venta del cereal y a comienzos de 1805 decidió comprar y almacenar trigo para crear un inventario de intervención para controlar el precio del pan. A mediados de marzo no se había comprado una libra de trigo por lo que el cabildo decidió crear un Administrador de granos y designó a Cornelio Saavedra en esa función. Saavedra analizó los inventarios disponibles en plaza y los precios. Pidió información sobre el estado de escasez en las provincias de Santiago del Estero, Córdoba, Mendoza y Montevideo. Buscó depósitos donde guardar el inventario de intervención y solicitó un empleado bien pago para que se encargue de la custodia. Finalmente realizó la compra a Benito de Olazábal, rematador de diezmos, a nueve pesos la fanega, rechazando ofertas más caras. Por su parte el cabildo no aprobó una propuesta de importar harina desde Baltimore. A estas medidas de sumaron otras: las multas y confiscaciones a los que contrabandeaban trigo desde el Rincón de Zárate rumbo a la banda oriental; la provisión de granos a los agricultores para sementera y la formación de un equipo de alcaldes y regidores para llevar adelante estos objetivos. Esta misión finalizó en 1807 con el mejoramiento de las cosechas.

## Primera Invasión Inglesa

### Presunto juramento de lealtad de Saavedra
Producida la primera de las invasiones inglesas al Río de la Plata, durante la breve ocupación inglesa de Buenos Aires, en 1806, los cabildantes de la ciudad aceptaron que el gobernador inglés William Carr Beresford los confirmaran en sus cargos. Belgrano no accedió y salió de Buenos Aires hacia la Capilla de Mercedes, en la Banda Oriental.
Seguidamente, el 10 de julio de 1806, Beresford propuso que los principales vecinos podían en forma voluntaria prestar juramento de lealtad a Su Majestad Británica. A tal efecto habilitó una oficina a cargo del capitán Alexander Gillespie y un libro para registrar el respectivo juramento. Cincuenta y ocho personas firmaron el libro. A principios del siglo XX, el abogado, traductor y diplomático Carlos A. Aldao viajó al Foreign Office en Londres para acceder al citado documento e identificar a los firmantes, pero en el legajo del periodo 1803-1811 referido a Buenos Aires y con relación al tema solo encontró un recibo y dos cartas. El recibo, fechado el 4 de septiembre de 1810, dejaba constancia que el capitán Gillespie había entregado un libro "conteniendo el juramento de lealtad a Su Majestad Británica, firmado en Buenos Aires en el curso de julio de 1806 por 58 habitantes de esa ciudad". En una de las cartas a Spencer Perceval del 3 de septiembre de 1810, el capitán Gillespie le hacía notar que tres miembros de los que integraban la nueva junta de Buenos Aires figuraban entre los firmantes que se habían adherido a S.M. Británica en 1806. De ellos mencionó los nombres de dos: Juan José Castelli y Cornelio Saavedra, aunque sólo respecto de Castelli afirma explícitamente que había firmado, no quedando claro si también lo había hecho Saavedra. En la carta privada que envió a Juan José Viamonte el 27 de junio de 1811, Saavedra mencionó a Castelli, Vieytes, French, Beruti y otros de ser "afectísimos a la dominación inglesa", y de querer "que se perpetuasen las cadenas de Buenos Aires en ella". "No dudemos ni olvidemos" eso, escribió.
Gillespie mencionó claramente como adherente a Juan José Castelli, afirmando también que entre los firmantes había otros dos integrantes de la Primera Junta y mencionando en forma confusa a Saavedra. La cita textual, extraída de una nota al pie de la traducción hecha por el mismo Carlos Aldao de la obra de Gillespie, es la siguiente:

Señor: Me propongo el honor de servir a usted el martes venidero, a las doce y media, con el libro que contiene las firmas de lealtad de muchos de los habitantes comerciales de Buenos Aires cuando estaban bajo el dominio británico. Con referencia a estos nombres, observo en comparación con la lista de los que componen el actual gobierno de aquella ciudad: un caballero Don Francisco Yose Castelli, que sigue en orden a Saavacha, el jefe. Mis anotaciones agregadas a su firma son las siguientes: Persona muy capaz, ha visitado Europa y Norte América, habla inglés con facilidad y es muy afecto a este país. Es natural de Lima, y tiene vistas muy comprensivas sobre política y comercio [...] Alex. Gillespie
Carta de Alexander Gillespie a Steven Perceval, 3 de septiembre de 1810

Como se ve, Gillespie anota mal el apellido de Saavedra y el primer nombre de Castelli —así como otros datos, como su lugar de nacimiento— pero no afirma claramente que Saavedra haya firmado el documento, sino que dice que Castelli le seguía en orden. En el juramento de la Primera Junta, Saavedra juró en primer lugar —como presidente— y a continuación Castelli, como el primero de los vocales; por ello resulta probable que se refiriera a que este «sigue en orden» a Saavedra, y no que este había jurado lealtad al rey de la potencia invasora a continuación de Saavedra, que a la fecha del juramento no era jefe de nadie. Esto quita certeza a las acusaciones sobre un supuesto juramento de lealtad que habría hecho Saavedra a los británicos, como han sostenido historiadores de la talla de Bernardo Lozier Almazán.

### Comandante del Cuerpo de Patricios

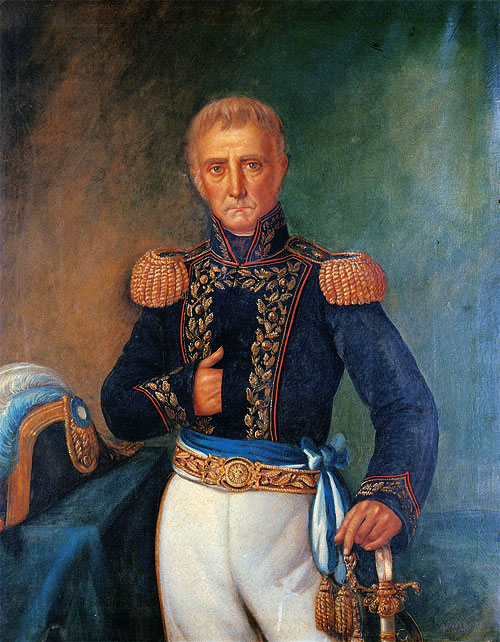
Cornelio Saavedra.

La Primera Invasión Inglesa a Buenos Aires terminó con la expulsión de los invasores en agosto de 1806.
Como la flota inglesa seguía bloqueando el Río de la Plata y era previsible una nueva invasión, el 6 de septiembre de 1806 Santiago de Liniers y el Cabildo invitaron a los vecinos para que formaran batallones de milicias, según arma y origen de nacimiento.
El nuevo Cuerpo de Patricios, integrado por voluntarios de infantería nacidos en su mayoría en Buenos Aires, fue el más numeroso pues tenía tres batallones. Cada unidad podía elegir "a pluralidad de votos" a su comandante y oficiales. En un oficio a Sobremonte, Liniers explicó que este método lo utilizó para "afianzar más el entusiasmo" en "apuradas circunstancias".
Esta "democracia militar" —según expresión del historiador Ricardo Zorraquin Becú— no estuvo exenta de dificultades en el caso de la elección de Cornelio Saavedra convocada en la sede del Consulado. Existieron otros postulantes para el cargo de comandante, que para Manuel Belgrano eran "hombres de nada" que aspiraban a ese cargo y que, gracias a su "oportuna" intervención en el recuento de votos, impidió que "dos hombres obscuros" se pusieran a la cabeza del regimiento. Finalmente la elección recayó en los hacendados Saavedra y Esteban Romero, dos hombres que para Belgrano tenían "algún viso" para el cargo. Pero aun así los oponentes se mantuvieron y fue necesaria una segunda convocatoria al día siguiente en el patio de la Fortaleza para "vencerlos", esta vez con la presencia del propio Liniers que —acompañado nuevamente por Belgrano— recorrió las filas de los soldados verificando que estos confirmaran por aclamación el nombre de los dos elegidos. Sobre esta base Bartolomé Mitre afirmó que gracias a la presencia de Belgrano, a la que en segunda instancia se sumó Liniers, fue elegido Saavedra como comandante. En un oficio del 14 de octubre de 1807, dirigido a Bernardo de Velasco, gobernador del Paraguay y de las Misiones, que había venido a Buenos Aires para desempeñarse como subinspector general en la defensa de la ciudad, Saavedra le manifestó que su designación fue por aclamación de "sus paisanos", no solo en la casa consular sino también en la fortaleza en presencia de Liniers. En ninguno de los dos casos mencionó la presencia de Belgrano.
De esta manera, Cornelio Saavedra fue elegido como comandante pese a que no era militar de profesión, vocación ni estudio. Gorriti lo calificó como militar "de parada". Primaron su estatus de miembro de la elite capitular, por ser nieto y bisnieto de capitanes, por los vínculos familiares a través de su nuevo suegro, el coronel de los Reales Ejércitos y regidor José Antonio de Otárola y Larrazabal y su capacidad organizativa. El 8 de octubre de 1806, Sobremonte le otorgó el grado de teniente coronel. Tenía entonces 47 años. Era habitual en el periodo tardocolonial que los miembros de la elite capitular intentaran ocupar otros espacios de poder como ser el Consulado, la Audiencia y las altas jerarquías milicianas, en este último caso sin cumplir con el requerimiento de ser un militar de profesión. En este sentido debe entenderse el comentario que al respecto hizo el virrey Sobremonte al Rey: "de pocos tiempos a esta parte [el ayuntamiento] aspira a extender [sus atribuciones] más allá de lo regular con una animosidad extraordinaria".

## Segunda Invasión Inglesa
El 23 de enero de 1807, el cabildo y la audiencia de Buenos Aires decidieron enviar una fuerza militar en auxilio de Montevideo. Al día siguiente, una columna avanzada al mando del coronel Pedro de Arce, acompañado por Antonio González Balcarce e Hilarión de la Quintana y unos 500 hombres, fueron transportados por el capitán Juan Ángel Michelena hasta Colonia del Sacramento. Esta columna ingresó a Montevideo el día anterior a la catástrofe y tras la derrota fueron capturados Arze y Balcarce y todos los que no pudieron escapar.

### Retirada desde Colonia
El 29 de enero partió Santiago de Liniers al mando de una segunda columna con 1500 hombres, de los cuales 500 eran del cuerpo de Patricios al mando de Cornelio Saavedra. Estas fuerzas desembarcaron a unos 35 km de Colonia y quedaron inmovilizadas al no recibir el apoyo logístico prometido por el virrey Sobremonte. 
Cuando Liniers se enteró de lo que había ocurrido con la columna de Arce, dejó el mando de sus tropas a Prudencio Murguiondo, volvió a Buenos Aires presentándose ante el cabildo a última hora del 4 de febrero de 1807, e informó la caída de Montevideo y lo sucedido a Arce. Saavedra, que había quedado en Colonia, solicitó el envío de buques de mayor capacidad para reembarcar a su tropa, la artillería y a civiles y soldados que habían huido de Montevideo.  En esa ocasión los milicianos del cuerpo de Patricios se negaron a cargar la artillería en los barcos. Saavedra tuvo que recurrir a una medida que en nada se condecía con un cuerpo militar jerarquizado: les ofreció 4 reales diarios para "incitarlos" a llevar a cabo la tarea, suma que pediría a la Junta de Guerra. Los soldados le recordaron permanentemente dicho pago, e incluso llevaron las quejas por arriba de Saavedra asumiendo que este lo había omitido. Saavedra también observó el deterioro de las vestimentas al realizar esas tareas, vestimentas que él había pagado en gran parte de su propio peculio y que más tarde le traerían complicaciones económicas y financieras personales. El 8 de febrero abandonó Colonia con todo el armamento y pertrechos que había en dicha plaza y que podían servir para la defensa de Buenos Aires. Esta retirada motivó el único auto elogio que anotó en su Memoria autógrafa por su actuación militar "al servicio de la patria" en este período. El teniente coronel inglés Denis Pack ocupó Colonia el 5 de marzo de 1807.

### Defensa de Buenos Aires
Ante el avance hacia Buenos Aires de las tropas inglesas desde la ensenada de Barragán, donde habían desembarcado el 28 de junio de 1807, Liniers dispuso la defensa de la ciudad colocando sus fuerzas en la zona de Barracas, sobre la margen derecha del Riachuelo.
El batallón del cuerpo de Patricios, al mando de Saavedra, formaba parte de las fuerzas del coronel César Balbiani (flanco derecho, bandera roja) la que luego tuvo que ingresar a la ciudad ante el movimiento envolvente que hicieron los ingleses y que dio lugar al Combate de Miserere.
Se ordenó a Saavedra y a su sargento mayor Juan José Viamonte defender con 400 hombres el Real Colegio de San Carlos, transformado en cuartel del cuerpo de Patricios, y la zona adyacente. El colegio era un punto estratégico de suma importancia por la cercanía a la plaza y por su sólida construcción y altura, lo que permitía dominar las azoteas de los alrededores. Cuando la columna inglesa al mando del teniente coronel Henry Cadogan atacó desaprensivamente el colegio recibió sorpresivamente un intenso fuego proveniente de las azoteas, ventanas y barricadas colocadas en la calle. Toda la vanguardia enemiga fue aniquilada, incluidos los sirvientes de la artillería y las mulas de arrastre. Los sobrevivientes tuvieron que buscar refugio en algunas casas de donde fueron expulsados y capturados. En su Memoria autógrafa Saavedra reconoció "las acertadas medidas que tomó para su defensa el valiente y experimentado oficial don Juan José Viamonte".

### Certificación de servicios
El 20 de julio de 1807, Saavedra se dirigió a Velasco para que acredite el comportamiento de sus hombres e "igualmente que a mi", para con "este testimonio" poder recibir del Rey las gracias por defender estos dominios. Con la misma fecha, Velasco expidió el siguiente oficio: 

Bernardo de Velasco y Huidobro, coronel de los reales ejércitos, Gobernador Intendente por Su Majestad de la provincia del Paraguay y treinta pueblos de Misiones de Indios Guaranís y Tapes, Mayor General de infantería y caballería de esta capital [Buenos Aires] y Subinspector General en comisión, etc.: Certifico, que el comandante del primer batallón del Cuerpo de Patricios, don Cornelio de Saavedra, ha procedido con el mayor celo y vigilancia en promover la disciplina militar y el buen orden en el Cuerpo de su cargo [...] [sin] que haya habido queja de su conducta y manejo [...] es constante el buen servicio que ha hecho en la última incursión de los ingleses [y para que] pueda ser atendido con respecto a sus méritos, le doy la presente en Buenos Aires [etc.].
(Lobo y Malagamba, 1875, p. 415-416)

 Saavedra también solicitó parecidas certificaciones al segundo Jefe del ejército, César Balbiani, a la Real Audiencia, al sargento mayor de la capital, José María Cabrer, etc.

## El motín de Álzaga
Luego de la exitosa resistencia contra la ocupación, las relaciones entre los habitantes de Buenos Aires se vieron modificadas. Hasta entonces los criollos, los españoles nacidos en América, siempre habían sido relegados en la toma de decisiones y las disputas de poder. Con la creación de las milicias criollas y el hecho de que la victoria se alcanzara en ambos casos sin intervención militar de la metrópoli, comenzaron a manifestarse sectores que, en distintos grados, abogaban por modificar la situación establecida y tener una mayor presencia e influencia en el gobierno. Saavedra fue una de las figuras claves de dicha situación, ya que comandaba al regimiento más numeroso y su postura era entonces decisiva en las disputas. Desde 1808 participó en las reuniones en la jabonería de Hipólito Vieytes y en la casa de Nicolás Rodríguez Peña, en donde se discutían los pasos a seguir para alcanzar sus objetivos. Saavedra se caracterizó por un enfoque más prudente y calculador respecto de las medidas para llevar adelante la revolución, que contrastaba con las ideas más radicales del grupo, como eran las de Mariano Moreno y Juan José Castelli.
El 1 de enero de 1809, el alcalde Martín de Álzaga se dirigió al cabildo de la ciudad en un intento por deponer al virrey Liniers, usando su nacionalidad francesa como pretexto para acusarlo de complotar con Francia. Dicho país se encontraba en guerra con España por ese entonces, en los conflictos conocidos como guerras napoleónicas. Los movimientos de Álzaga eran respaldados por el gobernador de Montevideo, Francisco Javier de Elío, que por las razones citadas había desconocido la legitimidad de Liniers y formado una junta de gobierno en dicha ciudad. Su idea era deponer al virrey y que una junta de gobierno asumiera el control del virreinato, a imitación de las Juntas que reemplazaban en España la autoridad del rey Fernando VII, prisionero del emperador Napoleón Bonaparte. Los sublevados tomaron el Cabildo y exigieron la renuncia de virrey, rodeando también la actual plaza de Mayo. Llegaron a lograr la renuncia del virrey. Pero Saavedra reaccionó rápidamente y logró desbaratar el intento.
Dicha asonada no tenía motivaciones independentistas, y estaba dirigida principalmente por españoles peninsulares. Sus principales impulsores fueron desterrados a Carmen de Patagones. Unos meses más tarde, para detener las disputas, la Junta de Sevilla resolvió que Liniers fuera reemplazado por Baltasar Hidalgo de Cisneros.
Después del fracaso de la asonada de Álzaga, Saavedra quedó transformado en árbitro de la política local. Los revolucionarios lo buscaban para que apoyase sus movimientos. Saavedra calculaba como inevitable que España cayera ante las fuerzas de Napoleón Bonaparte y consideraba que el momento más propicio para ejecutar un movimiento revolucionario sería cuando llegaran las noticias de la victoria napoleónica:

Se hicieron varias reuniones, se hablaba con calor de estos proyectos y se quería atropellar por todo. Yo, siempre, fui opositor a estas ideas. Toda mi resolución o dictamen era decirles: "Paisanos y señores, aún no es tiempo; [...] dejen que las brevas maduren y entonces las comeremos". .
Memoria Autógrafa en (Saavedra, 1960, p. 1050)

Durante la crisis de mediados de 1809, por el reemplazo del virrey Liniers, tuvo algunos contactos con el carlotismo, es decir, la tendencia que pretendía entronizar en el Río de la Plata a la princesa Carlota Joaquina de Borbón como paso previo a la independencia de España. No obstante, el apoyo de Elío y de Liniers al nuevo virrey, Baltasar Hidalgo de Cisneros, le dejó en claro que "aún no era tiempo". De modo que, tras una carta de apoyo a la princesa, que no tuvo consecuencia alguna, se negó a secundar a sus partidarios en esa política.

## La Revolución de Mayo
En mayo de 1810 llegó a Buenos Aires la noticia de la caída de toda España en manos francesas, excepto en Cádiz, donde se había formado un Consejo de Regencia que reemplazaba a la Junta Suprema de Sevilla. Dicha noticia desencadenó el proceso revolucionario conocido como Revolución de Mayo. La dirección del proceso estuvo en manos de un grupo secreto integrado por Manuel Belgrano, Juan José Paso, Juan José Castelli, Nicolás Rodríguez Peña, Mariano Moreno e Hipólito Vieytes, entre otros. Estos necesitaban el apoyo de Cornelio Saavedra y los demás jefes militares para actuar, ya que sin ellos no habrían tenido el poder para enfrentarse al virrey.
En una famosa y extensa carta a Juan José Viamonte, Saavedra expuso su participación previa:

Es verdad que Peña, Vieytes y otros querían de antemano hacer la revolución, esto es, desde el 1ro de enero de 1809, y que yo me opuse porque no consideraba tiempo oportuno. Es verdad que ellos y otros, incluso Castelli, hablaron de esto antes que yo, pero también lo es que a dar la cara en lo público, aun cuando yo les decía que lo hiciesen, y que yo aseguraba no hacer oposición a nada. En sus tertulias trataban, trazaban planes y disponían; mas personarse para realizar lo mismo que aconsejaban o querían, ¿quién lo hizo? ¿Se acuerda Ud. que mis respuestas fueron siempre: No es tiempo, y lo que se hace fuera de él no sale bien?"
Carta de Saavedra a Viamonte fechada en Buenos Aires, 27 de junio de 1811 en (Marfany, 1958, p. 41)

 En sus Memorias Saavedra recordó de esta manera aquellos sucesos:

Cisneros, el 18 de mayo del año 1810 anunció al público por su proclama, que sólo Cádiz y la isla de León se hallaban libres del yugo de Napoleón. Yo me hallaba ese día en el pueblo de San Isidro; don Juan José Viamonte, sargento mayor que era de mi cuerpo, me escribió diciendo era preciso regresase a la ciudad sin demora, porque había novedades; en consecuencia, así lo ejecuté. Cuando me presenté en su casa, encontré en ella una porción de oficiales y otros paisanos, cuyo saludo fue preguntándome: ‘¿Aún dirá usted que no es tiempo? [...] Entonces me pusieron en las manos la proclama de aquel día. Luego que la leí, les dije: ‘Señores, ahora digo que no es sólo tiempo, sino que no se debe perder una sola hora’.
Memoria autógrafa en (Saavedra, 1960, p. 1050-51)

Es de destacar que Saavedra se equivocó al escribir lo anterior confundiendo la Proclama de Cisneros, que tomó estado público recién el día 21, con las publicaciones emitidas también por el virrey llamadas Copia de los artículos de la Gazeta de Londres de los días 16, 17 y 24 de febrero de 1810 y el Aviso al público que contenía dos comunicados de la Junta de Cádiz fechados el 3 y 6 de febrero de 1810 y que fueron publicados en Buenos Aires el 17 y 19 de mayo respectivamente.

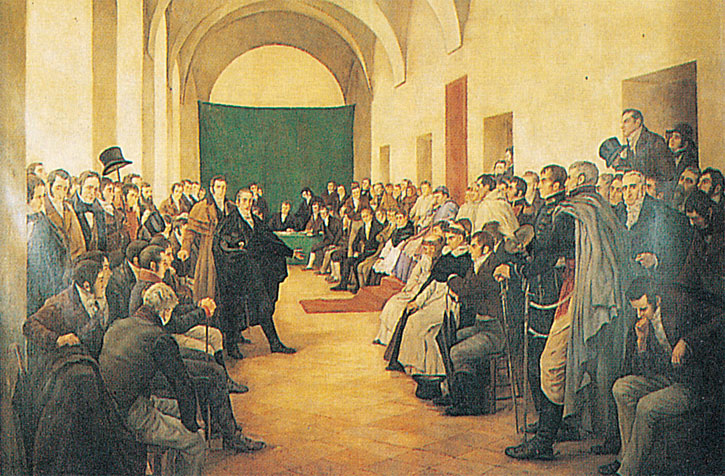
Cabildo abierto (22 de mayo de 1810). Óleo realizado por Pedro Subercaseaux bajo la dirección de Adolfo Carranza. Muestra el instante en que Paso se dirige a una respetuosa audiencia. La presencia de la iglesia es importante: el obispo Lué (con alfombra roja) y tres órdenes. Detrás de Paso esta Castelli. A la derecha, sentado en actitud pensativa, Moreno aparece como aislado del resto.

### Reunión de Cisneros con los militares
En su informe del 22 de junio de 1810, Cisneros mencionó que la decisión de convocar a los comandantes militares a la reunión del 20 de mayo se debió a lo que llamó "peligroso estado del pueblo" y "desarreglo de sus intempestivas pretensiones". En el informe no aclaró en qué consistía lo uno ni lo otro pero evidentemente se refería a los rumores que circulaban sobre su destitución y las propuestas que le habían traído Juan José Lezica y Julián de Leyva el mismo día 20, a mediodía.
* La versión según Cisneros
Cisneros comenzó la reunión recordando a los militares los reiterados juramentos que habían hecho de defender su autoridad y les exhortó a ser fieles "en servicio de S.M. [Su Majestad] y de la Patria". Dijo que fue Saavedra el que tomó la palabra por todos los militares y explicó "con tibieza"(sic) que:
1. Su inclinación era favorable a la "novedad" de lo que estaba sucediendo.
2. Desligó de toda responsabilidad al ejército diciendo que los comandantes no eran los autores de la división ni de las agitaciones.
3. Aclaró, sin embargo, que ellos estaban de acuerdo y en conformidad con esos autores a los que Cisneros definió como "facciosos".[19]

* La versión según Saavedra
Ex post facto, o sea después de 16 años, Saavedra recordó en sus Memorias que en aquella reunión había tomado la palabra por sus compañeros diciendo:
1. "Hemos resuelto reasumir nuestros derechos y conservarnos [cuidarnos] por nosotros mismos".
2. Desligó a las "fuerzas de su mando" de la autoridad del virrey Cisneros porque "el que dio a V.E. la autoridad ya no existe; por consiguiente V.E. tampoco la tiene".

Esta idea no era novedosa y tanto el virrey como el resto de los comandantes la conocían perfectamente. Era el mismo argumento, que en septiembre de 1808, Juan José Castelli, Vieytes, Antonio Luis Beruti, Nicolás Rodríguez Peña y Manuel Belgrano habían sostenido respecto de la validez de la autoridad de la Junta Suprema Central. También Saavedra había comentado sobre la ilegalidad e ilegitimidad de la autoridad de aquella Junta con motivo del nombramiento que hizo de Cisneros como virrey.
Cisneros hizo un resumen de la reunión: "Concluida así esta conferencia [con los militares], debilitada mi autoridad, sin el respeto de las fuerzas [militares], engreídos con esta los sediciosos, no divisaba ya un recurso eficaz ni aun aparente [para] desbaratar el ruinoso proyecto y tuve que resignarme a esperar el resultado del congreso".
* Otros testimonios
1. Cuatro días antes de la reunión, ya corría el rumor de que las cosas iban "de peor en peor, [dicen] que quieren quitar el mando al señor virrey, formar una junta...". Otro rumor figuró en una declaración que hizo Francisco Rodríguez al Cabildo de Montevideo. Este marino mencionó que el domingo 20 de mayo "comenzó a difundirse por el pueblo [de Buenos Aires] [...] de que se trataba de quitar el bastón" a Cisneros.[21]
2. Diversos documentos privados que mencionaron la reunión entre el virrey y los militares afirmaron que ante la falta de apoyo el virrey había decidido renunciar a su cargo ante el cabildo al día siguiente.
3. La Gazeta de Salem, periódico del puerto de Salem en Massachusetts, publicó el 24 de agosto de 1810 el testimonio del estadounidense Cook, sobrecargo del buque Venus que estuvo operando en el puerto de Buenos Aires entre el 28 de abril y el 19 de junio de 1810. El marino declaró que en esa reunión se pidió al virrey la abdicación en el acto o la promesa de ejecutarla a la mañana del día siguiente amenazando con el uso de la fuerza en caso contrario
4. Lo mismo acotó Juan Manuel Beruti en sus Memorias Curiosas donde los militares decían "que abdicara pues el pueblo así lo pedía y de esa manera evitar el tumulto que exponía al pueblo y a su persona". Y como el virrey "no tenía remedio, contestó al señor alcalde que para contestar a su solicitud [de renuncia] se lo hiciera saber el excelentísimo cabildo por oficio, que él contestaría".[22]
5. Otro importante testimonio fue el informe de la ex Real Audiencia de Buenos Aires del 7 de septiembre de 1810 fechado en la ciudad de Las Palmas. Ahí consta que los "facciosos"(sic) habiendo convencido a los comandantes y oficiales, se presentaron al Cabildo [el 19 de mayo] para que "promoviese por sí mismo la separación del virrey y el establecimiento de un nuevo gobierno que dependiese de la voluntad del pueblo" amenazando que en caso contrario "ellos mismos estaban dispuestos a realizarla por la fuerza". El planteo era que los miembros del Cabildo, en sesión privada, debían destituir al virrey y luego, en cabildo abierto, constituir un nuevo gobierno.

* Análisis de Marfany
El historiador Roberto Marfany, luego de un exhaustivo análisis, determinó que tanto el acta del cabildo del 21 de mayo como el informe de Cisneros del 22 de junio de 1810 ocultaron y/o deformaron la verdad de los acontecimientos. La renuncia acordada con los militares en la noche del día 20 y que los regidores Ocampo y Domínguez llevaron a la mañana del 21 para que lo firme Cisneros se transformó luego en una solicitud de cabildo abierto y su correspondiente autorización que es lo que en definitiva querían el alcalde Lezica y el virrey.
Según Marfany el congreso o cabildo abierto fue entonces un recurso oficial desesperado de Cisneros para salvar, con el voto "de los buenos", "el "vecindario sensato", "vecinos de distinción" o los "principales vecinos" su autoridad en trance de sucumbir y concluye que no fueron los juntistas, civiles o militares, los que solicitaron el cabildo abierto. 

Es opinión aceptada como verdad que fue la Revolución quien gestiono el cabildo abierto [...]. La principal historiografía estima que en esa asamblea "se adoptarían las medidas que la critica situación aconsejaba", fórmula imprecisa que no define el móvil de la Revolución ni ha podido descubrir el verdadero origen de ese cabildo abierto.
(Marfany, 1981, p. 1)

Otra de las inexactitudes involuntarias de Saavedra, según Marfany debido al tiempo transcurrido, fue decir que Cisneros terminó aquella reunión aceptando la realización del cabildo abierto "que se solicita".
La historiografía admitió de hecho que el texto de la invitación al congreso se mandó a la imprenta el día 21, a posteriori de que Cisneros firmara la autorización respectiva fijando fecha y hora para la reunión. Pero Marfany descubrió que fue enviado el día 20 y que por esa razón, en el formulario impreso, la fecha y hora estaban en blanco. Si se hubiera enviado el día 21, esos dos datos, que ya se conocían, hubieran figurado impresos en la invitación y no se hubiera necesitado completarlas a mano.

### Cabildo abierto
Al día siguiente un grupo armado, encabezado por Domingo French y Antonio Beruti, ocupó la Plaza de la Victoria, exigiendo la realización del Cabildo Abierto, ya que dudaban de que Cisneros lo realizara. Saavedra desconcentró a la multitud asegurándoles que el Regimiento de Patricios respaldaba sus reclamos.
El 22 de mayo se celebró un Cabildo Abierto, en el cual se manifestaron diversas posturas respecto de la legitimidad o no de la autoridad del virrey y, en este último caso, si este debía permanecer en el cargo. Saavedra se mantuvo en silencio durante la mayor parte, mientras esperaba su turno para hablar. Entre otros, los oradores más importantes fueron el obispo Benito Lué y Riega, Juan José Castelli, Pascual Ruiz Huidobro, Manuel Genaro Villota, Juan José Paso y Juan Nepomuceno Sola. Saavedra fue el último en hablar. Propuso que el mando se delegase en el Cabildo hasta la formación de una junta de gobierno, en el modo y forma que el cabildo estimara conveniente. Resaltó la frase de que 

"(...) y no quede duda de que es el pueblo el que confiere la autoridad o mando".

 Al realizarse la votación, la postura de Castelli se acopló a la suya, y dicha postura conjunta fue la que finalmente se impuso con 87 votos.

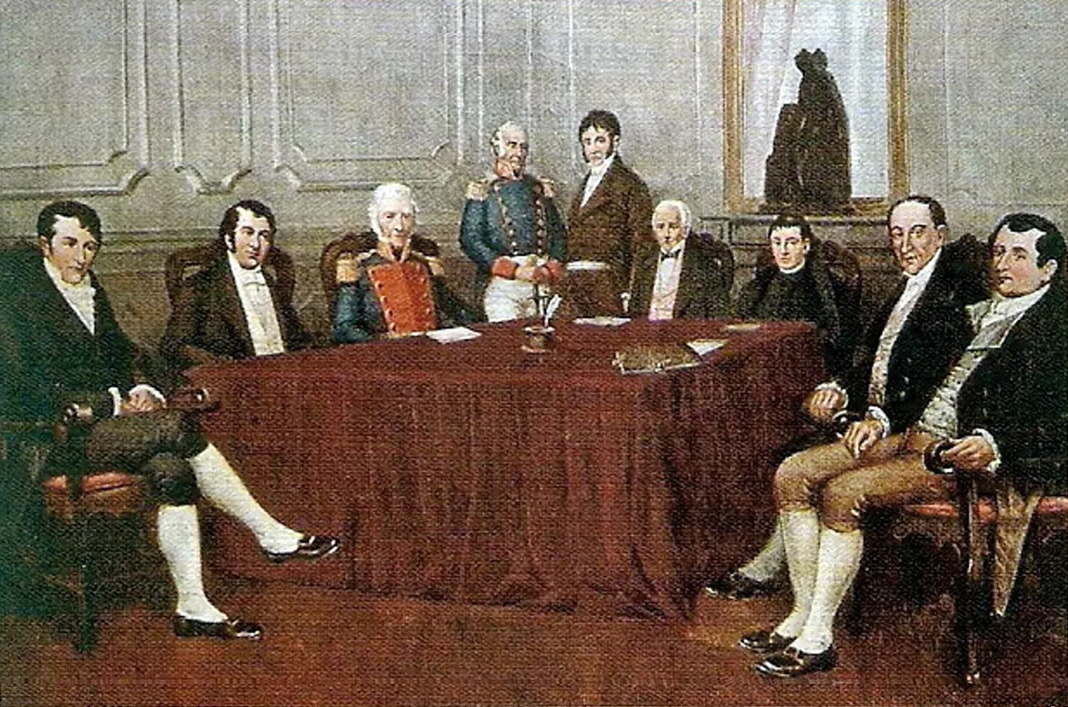
Cuadro pintado por Francisco Fortuny por encargo, indicación y supervisión de Adolfo Carranza con motivo del festejo del Centenario de la Revolución de Mayo. De izquierda a derecha: Belgrano, Castelli, Saavedra, Azcuénaga, Larrea, Matheu, Alberti, Paso y Moreno

El cabildo nombró una junta presidida por Cisneros, con cuatro vocales, dos españoles y dos criollos. Estos últimos eran Castelli y Saavedra. En principio juraron el cargo, pero ante la presión de Belgrano y su grupo, y la agitación del pueblo y las milicias, renunciaron esa misma noche. La maniobra de nombrar una junta presidida por Cisneros era considerada contraria a la voluntad del cabildo abierto. 
El día siguiente, 25 de mayo, a pesar de la enérgica resistencia del síndico Julián de Leyva, el cabildo fue forzado a aceptar una nueva lista, formada por un acuerdo entre partidarios de Saavedra, Belgrano y Álzaga, en la que cada sector aportaba tres miembros. El presidente de la Primera Junta de gobierno resultante fue Cornelio Saavedra. 
En el acta de instalación de la Junta, solo Cornelio Saavedra y Miguel de Azcuénaga manifestaron salvedades antes de jurar. Saavedra expuso los motivos por los que aceptaba el nuevo cargo en esta segunda Junta: 

[....] que el día anterior había hecho formal renuncia del cargo de vocal de la primera Junta establecida [sic], y que solo por contribuir a la seguridad pública y a la salud del pueblo admitía el que le conferían de nuevo; pidiendo se sentase en el acta esta su exposición.
(Angelis, 1836, p. 49)

 Su nombre oficial fue Junta Provisional Gubernativa de las Provincias del Río de la Plata a nombre del Sr. D. Fernando VII.

### Tratamiento protocolar como virrey
Las distintas formas de participar y ocupar un determinado lugar en las procesiones, en la iglesia, en los actos públicos y el uso permitido de cierta ropa o uniforme, el uso de sillas especiales, cojines, distintivos, etc. ocupaban un espacio importante en la sociedad colonial. Estos rituales y ceremonias eran un medio para conservar el "orden social" y establecían para cada individuo o corporación el lugar que ocupaban y los privilegios de que gozaban en la sociedad y aunque parecían actos inmutables de teatralidad eran objeto de una permanente disputa y modificaciones. 
En este marco deben entenderse las dos medidas protocolares que adoptó el Cabildo Gobernador el 24 y el 25 de mayo de 1810: 
- En relación con Cisneros, como presidente vocal de la junta constituida el 24 de mayo, determinó que debía mantener las "preeminencias del cargo" y los "honores correspondientes a su graduación y clase" que tenía como virrey.
- En relación con la Junta que presidía Saavedra, el cabildo se desligó del tema y dejó que ella definiera el ceremonial que se debía observar, es decir, "el tratamiento, honores y distinciones del cuerpo y sus individuos".[25]

Por esa razón, el 28 de mayo, la Junta publicó una Instrucción sobre algunos aspectos del ceremonial. La premura que dio a este tema mostró la relevancia que tenía para el gobierno y su preocupación por construir una nueva "dominación simbólica", es decir, la unión clara y distinta entre el poder y el ceremonial público. En la Instrucción "que servirá de regla en el método del despacho y ceremonial en actos públicos", firmado por el secretario doctor Mariano Moreno, se determinó: 

[...]VI. En las representaciones y papeles de oficio, se dará a la Junta el tratamiento de Excelencia; pero los vocales no tendrán tratamiento alguno en particular;

VII. Las armas harán a la Junta los mismos honores que a los señores Virreyes y en las funciones de tabla, se guardará con ella el mismo ceremonial;

VIII. El Señor Presidente recibirá en su persona el tratamiento y honores de la Junta como Presidente de ella, los cuales se le tributarán en toda situación [...].
(Blanco, 1875, p. 465-466)

Así Saavedra mantuvo el cargo de comandante de los Patricios o jefe militar de la plaza; el de jefe del "partido miliciano" o apoyo armado del gobierno y el de presidente de la Junta, y subrogó además en su persona el tratamiento ceremonial equivalente al que tenían los virreyes. Un testigo de la época acotó:

[...] [Se conservaron] en su sola persona el tratamiento de excelencia y los demás signos exteriores de distinción que habían ostentado los virreyes, como coches, lacayos, edecanes, escolta, honores militares en las guardias y cuarteles y asientos de preferencia en las concurrencias y funciones públicas [...]
(Nuñez, 1857, p. 173)

## La Primera Junta

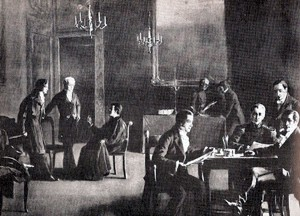
La Primera Junta; óleo de Julio Vila y Prades.

El papel de Cornelio Saavedra como presidente de la Primera Junta fue de mediador, más que de impulsor de las políticas revolucionarias. Este último papel fue cumplido por Juan José Castelli y el secretario de gobierno Mariano Moreno.
Moreno y Saavedra se transformaron en los principales protagonistas de una disputa interna que tuvo lugar, sobre las distintas visiones del significado de la Revolución de Mayo. Los morenistas aspiraban a generar cambios profundos en la sociedad, mientras que los saavedristas buscaron sólo la llegada de los criollos al poder pero manteniendo la continuidad del ordenamiento social del virreinato, del cual se consideraban sus herederos.
Moreno pensó en disminuir la influencia de Saavedra, y para ello se creó un nuevo regimiento de milicias, cuyos oficiales eran afínes a sus ideas revolucionarias: el regimiento América, dirigido por los jefes morenistas French y Beruti.
Poco después de la Revolución de Mayo el ex virrey Santiago de Liniers comenzó a organizar una ofensiva contrarrevolucionaria desde la ciudad de Córdoba, la cual fue rápidamente derrotada por Francisco Ortiz de Ocampo e Hipólito Vieytes. Éstos, sin embargo, no quisieron ejecutar a Liniers ya que Ocampo había luchado junto a él durante las invasiones inglesas, y en lugar de ello mandaron prisioneros a todos los cabecillas a Buenos Aires. Cornelio Saavedra firmó la orden de matar con arcabuz a todos, al igual que toda la Primera Junta, con la excepción de Manuel Alberti que se excusó por su condición de sacerdote.

## Decreto de supresión de honores
A fines del año 1810, la ausencia de Belgrano y Castelli debido a las respectivas misiones militares al Paraguay y al Alto Perú concentró el conflicto de conducción que existía dentro de la Junta esencialmente en Saavedra y Moreno. Saavedra 

[...] sufría el vertiginoso ritmo de los acontecimientos que el enérgico secretario absorbía sin dificultad, viendo de hecho reducidas sus prerrogativas.
(Horowicz, 2004, p. 207)

El 5 de diciembre de 1810, en el cuartel de Patricios, se realizó una cena en conmemoración de la victoria en Suipacha. En algún momento, Moreno pasó por la puerta del cuartel y pretendió ingresar, pero le respondieron que era un festejo exclusivamente militar, lo que molestó mucho al secretario; por lo demás, Moreno no se identificó. Durante el banquete, y de acuerdo con el protocolo, el coronel Juan Antonio Pereyra dispuso un lugar de honor para Saavedra, que era tanto el presidente de la Junta como el jefe titular del Regimiento, y para su esposa Saturnina Otárola. En un momento dado, el oficial Atanasio Duarte, en estado de ebriedad, tomó una corona de azúcar de la mesa y se la obsequió a la esposa de Saavedra, pidiendo al mismo tiempo un brindis por el "emperador [sic] de Sudamérica". Al enterarse Moreno de este episodio, presentó al día siguiente un decreto que se conoce como de "Supresión de honores", que fue firmado el mismo día por Saavedra y el resto de la Junta y publicado el sábado 8 de diciembre en la Gazeta Extraordinaria de Buenos Aires. El "reglamento" [sic] constaba de 16 artículos:
- El primero anulaba "en todas sus partes" el artículo 8.º de las Instrucciones del 28 de mayo de 1810 que había dado tratamiento protocolar de virrey al presidente de la Junta.
- El artículo 5.º establecía que todo decreto, oficio y orden de la Junta debía llevar, por lo menos, cuatro firmas a los que había que agregar la del respectivo secretario. En el artículo siguiente se aclaró que aquellos que cumplieran órdenes sin tener en cuenta esta exigencia serían responsables de su ejecución. Ambos artículos erosionaban la base del poder casi sin contrapeso de Saavedra al establecer un control colectivo sobre la milicia.
- Cuatro artículos estaban dedicados al tema del "brindis". En uno de ellos figuró la famosa frase "ningún habitante de Buenos Aires, ni ebrio ni dormido, debe tener intenciones en contra de la libertad de su país" en alusión a Duarte, a quien se le perdonó la vida por haber estado ebrio pero que fue desterrado de por vida de la ciudad.
- Otros artículos se refirieron a ciertos privilegios o "excesos" que se debían limitar: la conducta de los soldados que hacen de guardias, prerrogativas de las esposas de los funcionarios y el uso de lugares preferenciales en el teatro, corridas de toros, etc.

Las disposiciones acerca de los guardias estaban relacionados con el impedimento a Moreno para ingresar al cuartel; pero los actos de prepotencia de algunos milicianos no eran nuevas. Vecinos, y hasta miembros del cabildo, habían protestado por estas conductas excesivas. En una oportunidad un centinela insultó a Martín de Álzaga. En su denuncia calificó el hecho como "subversión de la seguridad". En otro episodio ciertos oficiales ocuparon asientos en la catedral que no les correspondían. En cuanto a las esposas de los funcionarios, era costumbre que se les asignaran lugares preferenciales en las distintas actividades públicas manteniendo en espejo el orden jerárquico de sus esposos. En las corridas de toros, el cabildo solía fijar un determinado palco y adornar dos sillas con su respectivo cojín y alfombra destinados a Saavedra, su esposa y las mujeres que la acompañaban. Se trataba de excesos sobre los honores que la Junta había concedido solo al presidente de la Junta y que ahora Moreno, en los considerandos del decreto, atribuyó a los 

[...] hombres venales y bajos, que no teniendo otros recursos para su fortuna, que los de la vil adulación, tientan de mil modos a los que mandan, lisonjean todas sus pasiones y tratan de comprar su favor a costa de los derechos y prerrogativas de los demás.
(Gaceta de Buenos Aires, 1910, p. 711)

Según Saavedra la medida provocó la inmediata reacción en los oficiales del regimiento de Patricios, que se sintieron "ofendidos" y "decididos a no permitir" la aplicación de tan "arbitrario y degradante" decreto y que no le "costó poco" trabajo sosegarlos. Es posible que una de las intenciones de Moreno al dictar el decreto fuera provocar que Saavedra se negase a firmar, para forzar una alianza de los demás miembros de la Junta en su contra. Pero Saavedra, prudente y reflexivo como ya había demostrado ser en varias ocasiones, guardó silencio y firmó el decreto sin comentarios.
En privado, en cambio, Saavedra no pudo ocultar el enojo por el trato recibido de parte de Moreno. Prueba de esto fue la carta que envió a su amigo y confidente Feliciano Antonio Chiclana el 15 de enero de 1811. Explicó que el conflicto con Moreno se debía a cuestiones personales: era la "emulación y envidia" que le tenía, era la venganza por la "burla" que le había hecho el 1 de enero de 1809 y eran los "celos y recelos" de Moreno por la "benevolencia" que todo el "pueblo" [aclaró luego:"el sensato"] le manifestaba. Saavedra escribió que, por estas razones, Moreno logró "indisponer los ánimos" de los miembros de la Junta en su contra, atribuirle cosas que no había dicho, nombrarlo solo por la "2.º parte de Liniers", usar el "brindis del Borrachón" como "pretendida coronación y proclamación", aprovechar ese episodio para intentar apresarlo y aun asesinarlo la misma noche del 5 de diciembre y, finalmente, después de renunciar a su cargo de secretario, "hacer un partido" en su contra. Describió la política de Moreno como "sistema Robesperriano" y lo definió como "hombre de baja esfera, revolucionario [alborotador] por temperamento, soberbio y helado", "bárbaro" , "cruel y sanguinario" y "Demonio del infierno". A Matheu y Manuel Alberti los definió como "secuaces" de Moreno y a Miguel de Azcuénaga como alguien que "se deja ir". Respecto de la firma que tuvo que estampar en el decreto dijo: "y yo accedí para hacerles ver su ligereza" señalando así a Chiclana que, pese a que los otros miembros estaban de acuerdo con el decreto, él no lo había firmado por presión de ellos". El 3 de agosto de 1814, en el punto 36 de las Instrucciones a su abogado, insistió en que el citado decreto fue consecuencia de una confabulación "con la mayor parte de los Vocales". En dos cartas posteriores a Chiclana, la del 27 de enero y 11 de febrero de 1811, y en la enviada a Viamonte el 27 de junio de 1811, reiteró algunos de estos conceptos.

## La Junta Grande
El 27 de mayo de 1810, una circular invitó a las ciudades del virreinato a enviar diputados. La idea original era formar con ellos un poder legislativo o constituyente, pero complicaciones momentáneas hicieron que la invitación prometiese a los diputados que cuando llegasen se incorporarían a la Junta. Estos fueron llegando hacia fines de año, y los vocales y secretarios de la Junta pretendieron volver a la idea original de formar un cuerpo colegiado aparte. No obstante, los diputados del interior veían las cosas desde otro punto de vista: una Junta formada en Buenos Aires, exclusivamente por porteños, gobernaba desde hacía seis meses a sus provincias, sin darles ningún lugar a los pueblos del interior de participar en el gobierno general. Y ahora se les proponía formar un cuerpo colectivo y dejar que la Junta porteña siguiese gobernando el país sin participación de los hombres del interior. No es de extrañar que, en su mayoría, optasen por la propuesta tal como había sido planteada en la circular de mayo: incorporarse a la Junta.
Por su parte, Saavedra –que, por su origen potosino, era más afín que el resto de la Junta a los hombres del interior– vio en esa discusión la oportunidad de frenar los avances de Moreno sobre su posición, y se puso abiertamente del lado de los diputados del interior. Hábilmente, el día 18 de diciembre, en el momento en que se se iba a discutir si debían o no incorporarse, Saavedra invitó a los diputados del interior a sumarse al debate, en el que el deán Gregorio Funes y el canónigo Juan Ignacio Gorriti defendieron la posición de los hombres del interior. Moreno y sus aliados no solo quedaron en minoría, sino que estos últimos cambiaron de idea y abandonaron al secretario, que argumentaba que esa solución posponía indefinidamente la formación de una asamblea constituyente que redactara una constitución; es posible que hasta viera a los dirigentes de las provincias como un obstáculo para la independencia.
Al momento de la votación, los diputados del interior, los vocales de la Junta y el propio Saavedra votaron por la incorporación a la Junta; el presidente votó a favor, pero aclarando que lo hacía por "conveniencia pública" aunque "la incorporación no era según derecho". Paso y Moreno fueron los únicos en votar en contra, ampliamente superados en número. Con los diputados del interior más los vocales de la Primera Junta se formó la Junta Grande, y Cornelio Saavedra mantuvo su cargo de presidente.
Moreno renunció y, a su pedido, le otorgaron una representación diplomática en Inglaterra. Durante la navegación se sintió enfermo, por lo cual el capitán del barco le suministró una cantidad fuerte de purgante excesivamente alta, lo que le causó la muerte. Varios detalles inusuales del viaje y del envenenamiento, incluyendo que el remedio le fue suministrado a espaldas de su hermano Manuel Moreno, que tenía conocimientos de medicina, llevó a algunos historiadores a sostener que se trató de un asesinato por encargo de Saavedra. Otros consideran que la meta de Saavedra se limitaba a alejarlo de Buenos Aires, y que la muerte se debió simplemente a una negligencia del capitán. Al enterarse de la muerte de Moreno en altamar, Saavedra pronunció la frase: 

Hacía falta tanta agua para apagar tanto fuego....

Sus miembros cambiaron el estilo de gobierno: deliberaron cuidadosamente cada medida y bajaron el tono extremista que había prevalecido hasta entonces. El vocal que tomó la mayor parte de las iniciativas desde entonces fue el cordobés Funes.
Las clases dirigentes de Buenos Aires se resintieron de este gobierno de provincianos, no por su orientación política ni su estilo, sino porque Buenos Aires estaba perdiendo la prerregativa que se había asignado a sí misma, de gobernarse a sí misma y a las provincias del interior. El 21 de febrero de 1811, la Gazeta de Buenos Aires se preguntaba si a raíz de la incorporación de los diputados del interior y la renuncia de Moreno, el doctor Castelli daría "un paso atrás" y volvería con el ejército del Alto Perú a Buenos Aires. Tras algunos meses de relativa calma interna, algunos diputados del interior se unieron a las corrientes morenistas, y surgió la Sociedad Patriótica. Ésta era dirigida por Bernardo de Monteagudo, de tendencias ideológicas similares. Planearon desplazar a Saavedra y al deán Funes por medio de una revolución dirigida por el regimiento de French, pero fueron delatados.
En respuesta, el 5 y 6 de abril, una gran manifestación de habitantes de los alrededores de la ciudad, conocidos como "orilleros", dirigidos por el abogado Joaquín Campana y el alcalde Tomás Grigera exigieron una serie de medidas. Como consecuencia de la revolución del 5 y 6 de abril de 1811 fueron obligados a renunciar Vieytes, Rodríguez Peña, Miguel de Azcuénaga y Juan Larrea. En su lugar se incorporaron: Campana como secretario de gobierno, Juan Alagón, Atanasio Gutiérrez y Feliciano Chiclana —aunque este último renunció al cargo— y otros. Los depuestos, junto con French y Beruti, fueron expulsados de la ciudad. Todo el poder pasó al partido de Saavedra, pero esto no mejoró la situación: la Sociedad Patriótica siguió atacando al gobierno.
El avance militar sobre el interior comenzó a mostrar sus límites. La ciudad de Montevideo, que se negó a reconocer la autoridad de la Junta, atacó por el río a Buenos Aires y el 2 de marzo de 1811 destruyó una flotilla de la Junta en el combate de San Nicolás. La expedición militar al Paraguay al mando de Belgrano fue derrotada en Paraguarí y Tacuarí y, luego de capitular, abandonó esa provincia.
Cuando llegaron a conocimiento de las fuerzas del Alto Perú lo que había ocurrido el 5 y 6 de abril en Buenos Aires, con su secuela de remoción de oficiales, miembros de la Junta y partidarios de Moreno, corrieron todo tipo rumores sobre la conducta de Saavedra. Unos sostenían que buscaba el poder absoluto, otros que quería entregar el gobierno a la princesa Carlota. El 10 de mayo de 1811, Viamonte, en su calidad de amigo de Saavedra, le envió una carta en la que recogió esas inquietudes como propias. Aseveró que, de ser ciertas, el ejército volvería a Buenos Aires para restablecer la situación anterior. En ese estado de cosas, el 20 de junio se produjo el desastre militar en la batalla de Huaqui, lo que significó la pérdida de todo el Alto Perú.
El 27 de junio Saavedra, sin saber lo que había ocurrido en Huaqui, envió una extensa respuesta. Independientemente de su opinión desfavorable sobre Moreno, realizó una larga justificación de su propio partido. Negó cualquier intento de querer negociar con Carlota o de haber tenido algo que ver con la revuelta del 5 y 6 de abril aunque reconoció estar de acuerdo con ella. Incluía además consideraciones sobre la política interna y externa de la Junta Grande.
Si bien la carta era "personal", Saavedra autorizó a Viamonte para que "otros" la leyeran. Lo no previsto fue que, luego de Huaqui, la carta cayó en poder de Goyeneche, quien la envió a Lima. Allí le agregaron unas 20 notas aclaratorias, posiblemente escritas por el virrey Abascal, y fue difundida para desprestigiar al gobierno de Buenos Aires. Cuando llegó a Montevideo, el comandante del apostadero naval, José María Salazar, le agregó un comentario adicional y el 20 de noviembre la envió a Madrid: 

La adjunta carta del expresidente Saavedra a Viamonte [...] impondrá a su alteza del plan de los revolucionarios.
José María Zalazar al secretario de estado en (Biblioteca de Mayo, 1960, p. 1089)

En el juicio de residencia, Saavedra indicó a su abogado que la carta era "personal", no oficial. Pidió además que si la iban a usar como prueba judicial fuera el "original" ya que una copia podía incorporar interpolaciones que lo podrían afectar negativamente. Era evidente que Saavedra conocía la existencia de copias con agregados que circulaban por todas partes.
Esa carta, que según el comandante Salazar contenía el "plan de los revolucionarios", tuvo otros insospechados usos. Muchos párrafos y frases de Saavedra aparecieron interpolados en el texto del famoso Plan de operaciones atribuido a Moreno para darle mayor grado de verosimilitud a los ojos de Madrid y la corte portuguesa. La crítica histórica utilizó esas interpolaciones para modificar la fecha del Plan, supuestamente de mediados de 1810 a otra posterior que no podría ser anterior a la segunda mitad de 1811, es decir, meses después de la muerte de Moreno.
Para levantar la moral del Ejército del Norte, Saavedra decidió ponerse a su mando. Se trasladó hacia las «provincias de arriba», dejando como presidente de la Junta Grande a Domingo Matheu, quien negoció con Montevideo y enfrentó serios conflictos internos. El puerto de Buenos Aires fue bloqueado por las fuerzas de Montevideo, que intentaron sin éxito bombardear la ciudad.

## Caída y persecución

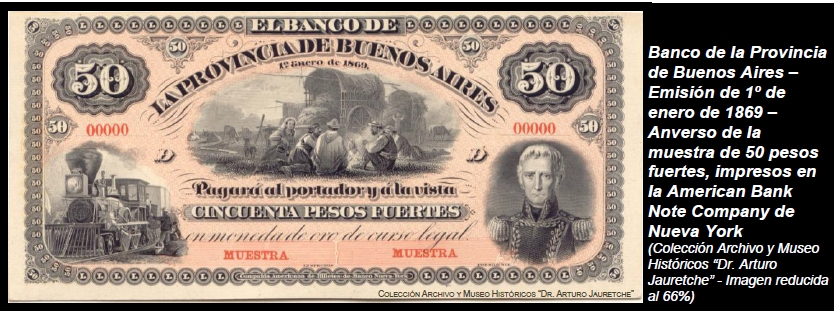
Billete de $50 de la provincia de Buenos Aires (Argentina) del año 1869 con la figura de Saavedra

A mediados de julio de 1811 fueron llegando a Buenos Aires, con un mes de atraso, las noticias sobre la impensada derrota en Huaqui, la desaparición del ejército auxiliar como unidad operativa y los actos de vandalismo de los desertores contra la población altoperuana causa de la creciente hostilidad de éstos contra “los porteños”.  Por consiguiente, a partir del 20 de julio, la Junta tomó una serie de medidas: publicó un bando haciendo pública la derrota; destituyó a Castelli de su comisión y dispuso su vuelta a Buenos Aires; comunicó a las juntas provinciales del Alto Perú que cada una debía asumir ”toda la plenitud de su autoridad“. y ordenó a González Balcarce que uniera sus fuerzas a Francisco de Rivero y Pueyrredón. El 2 de agosto, en oficio a Viamonte, puso en su conocimiento que se había nombrado a Rivero como “general de todas las tropas” en reemplazo de Balcarce y adjuntó copia de ese nombramiento para que lo entregara a Rivero. La junta tenía puestas todas sus esperanzas en el pueblo de Chuquisaca y en Rivero para contener el avance de Goyeneche sin saber que en ese mismo momento la situación en el Alto Perú ya era otra. Debido a los rumores sobre la posible actitud de Castelli de no cumplir lo ordenado, el día 17, la Junta dirigió un oficio al gobernador de Salta solicitando su detención juntamente con Balcarce y que fueran internados en Catamarca y La Rioja respectivamente.
Ante el peligro de que en Buenos Aires estallara una revuelta en contra del gobierno, la Junta decidió, para tranquilizar los ánimos, enviar una comisión al teatro de operaciones integrada por su propio presidente y el vocal doctor Manuel Felipe de Molina, diputado de Tucumán. Cuando estas noticias tomaron estado público surgieron rumores de que en el pueblo y los cuarteles se observaban grandes “sentimientos” en contra de los que ejercerían el interinato en ausencia de los comisionados: Domingo Matheu como presidente interino y Francisco Antonio Ortiz de Ocampo, diputado de la Rioja, como comandante de armas.  Se argumentó que el artículo catorce del petitorio de abril de 1811 prohibía que miembros de la Junta fueran separados del cargo para ser enviados a realizar tareas ajenas a sus funciones. Pese a todo, el 26 de agosto partieron de Buenos Aires Saavedra y Molina en su calidad de Comisionados de la Junta Superior Gubernativa del Río de la Plata. Portaban instrucciones que establecían como objetivos, además de los militares, corregir las conductas “poco arregladas” que habían observado algunos jefes y oficiales en el Alto Perú. Se especificaron reglas que debían observar los comisionados: costear los gastos de una misma casa en la que debían comer en una misma mesa con los oficiales que los acompañaban, respetar los usos y prácticas religiosas del lugar, si era posible asistir a misa todos los días, y pagar en las postas de la carrera todos los gastos con prohibición de recibir nada gratis.
En su tránsito por Tucumán con destino a Salta, la noche del 24 de septiembre de 1811, Cornelio Saavedra, acompañado por el doctor Manuel Felipe Molina y el coronel de húsares Martín Rodríguez, sostuvo una entrevista con Juan José Castelli. En la rememoración que Saavedra realizó en 1814, se consignó que Castelli atribuyó la derrota sufrida en Huaqui a la acción de espías enviados por Goyeneche, quienes, disfrazados de vendedores indígenas, lograban infiltrarse en el cuartel enemigo. Esta situación contrastaba con la imposibilidad de replicar tácticas similares. En la segunda semana del mes de octubre de 1811, estando en Salta a donde habían llegado el 30 de septiembre, Saavedra y el diputado Molina se enteraron de que en Buenos Aires se había constituido un triunvirato ejecutivo en reemplazo de la Junta cuyo presidente era Saavedra.
Tanto en conversaciones públicas como privadas, ambos comisionados aprobaron el cambio producido extinguiendo así en su origen la posibilidad de crear un cisma. Esta actitud de Saavedra fue transmitida desde Salta al gobierno por Eustoquio Díaz Vélez. A su vez Juan Martín de Pueyrredón, que había sido designado para hacerse cargo de lo quedaba del Ejército del Norte, informó al gobierno de Buenos Aires, en un oficio fechado el 17 de octubre, que los comisionados habían cumplido el mandato de poner a su disposición armas, municiones y oficiales que traían consigo. Para certificar lo anterior, Saavedra, ya relevado del cargo, envió una nota a Buenos Aires con fecha 26 de octubre de 1811, donde reconoce las poderosas razones que motivaron la creación del nuevo gobierno. Después de exponer otras consideraciones generales, aprobó que su sueldo de presidente hubiera cesado para economizar dinero en un momento de necesidad. No obstante, el nuevo gobierno mantuvo la dieta extraordinaria que se le había asignado al marchar hacia el norte la que representaba un adicional del 54% sobre su sueldo. Finalmente Saavedra agradeció "emocionadamente" las consideraciones del gobierno para con su familia: "Sin este beneficio y protección acaso no faltaría quien haciendo alarde de su patriotismo se atreviese a insultarla".
El Regimiento de Patricios se sublevó el 6 de diciembre de 1811, reclamando el regreso de Saavedra y la renuncia de Belgrano, en el llamado Motín de las Trenzas. El cuartel fue rodeado y los intentos de negociación fueron infructuosos, ya que los Patricios no abandonaban sus demandas. La protesta degeneró en combate, en la que los rebeldes fueron derrotados; diez de ellos fueron ejecutados, y los demás fueron obligados a servir a la fuerza por diez años.
El Primer Triunvirato ordenó a Saavedra trasladarse a la ciudad de San Juan gobernada en ese entonces por Saturnino Sarassa, de donde pasó a Mendoza. Varias veces se cursaron órdenes de prisión en su contra, pero no llegó a estar nunca preso.
Cuando el Director Supremo de las Provincias Unidas del Río de la Plata Gervasio Antonio de Posadas —uno de los desterrados de abril de 1811— ordenó su arresto en junio de 1814, huyó a la ciudad chilena de La Serena y luego a Santiago de Chile junto a su hijo Agustín, de 10 años de edad.
Ante la proximidad del ejército realista, por pedido de su esposa Saturnina Otárola, el gobernador de Cuyo, José de San Martín, le concedió asilo político en San Juan.

## Juicio de residencia
En 1813, la Asamblea del Año XIII dispuso el juicio de residencia a todos aquellos que habían participado en el gobierno de las Provincias Unidas desde 1810. Sancionó además un Reglamento de 16 artículos que debía observar una comisión de siete diputados. El Reglamento hacía que la comisión fuera una combinación ambigua de juzgado de residencia y tribunal revolucionario. La lista de individuos sometidos a juicio fueron 36, entre ellos estaba Saavedra. Lo extraño era que muchos de ellos ejercían funciones en el gobierno de entonces o integraban la misma Asamblea.
Con fecha 1 de septiembre de 1813, desde San Juan, Saavedra otorgó un poder a Juan de la Rosa Alva para que lo representara en el juicio de residencia. Rosa Alva era un defensor público ya que a Saavedra no le fue fácil encontrar quien lo representara. Un punto importante de las Instrucciones que dio a su representante fue reclamar la reforma de la reglamentación a la que se sujetaba la Comisión de Residencia por no tener apelación ni recurso alguno una vez pronunciada la sentencia. Según Saavedra, en muchos puntos vulneraba lo que se conocía como "antigua constitución" o Derecho de Gentes.
El 8 de febrero de 1814, en sesión secreta de la Asamblea General Constituyente, Tomás Antonio Valle, en nombre de la Comisión de Residencia, informó sobre el estado de las causas y propuso la amnistía o suspensión de las mismas. Sostuvo, sin embargo, que los sucesos del 5 y 6 de abril de 1811 eran el núcleo del gran proceso a los residenciados. En cierta forma se descubría así que todo apuntaba contra la facción que respondía a Saavedra y Joaquín Campana. Valle solicitó que los nombrados fueran excluidos de la amnistía que proponía. El 12 de febrero de 1814, la Asamblea ordenó la amnistía general con la excepción propuesta. Saavedra y Campana debían ser "extrañados fuera del territorio de las Provincias unidas". Este inusual proceso terminaba así sin que hubiera habido sentencia ni de la Comisión de Residencia ni de la Comisión Permanente que era su continuadora.
Luego de su periplo por San Juan, Chile y vuelta a San Juan, Saavedra llegó a Buenos Aires en marzo de 1815 llamado por el Director Supremo de las Provincias Unidas del Río de la Plata, Carlos María de Alvear, en el momento en que se planeaba provocar su destitución. La llegada sorprendió a Alvear que había enviado una contraorden por lo que inmediatamente Saavedra tuvo que salir rumbo a la estancia de su hermano en Arrecifes. Cuando se produjo efectivamente la caída de Alvear, el cabildo ordenó a Saavedra que viniera a Buenos Aires revocándole las órdenes de su confinamiento y restituyéndole su fuero y honores. Sin embargo, treinta días después, se produjo una agitación a cargo del coronel Eusebio Valdenegro. El flamante director Álvarez Thomas revocó lo actuado y obligó a Saavedra a que volviera a la estancia de su hermano en Arroyo de Luna. Una extensa correspondencia se produjo entre ambos donde finalmente Álvarez Thomas dijo que no podía remediar la situación y que esa tarea correspondía al Congreso. El 10 de mayo de 1816, Saavedra abrió una instancia ante el Congreso y el 7 de agosto se dirigió a Juan Martín de Pueyrredón solicitando el reconocimiento de sus grados y honores. Cinco días después Pueyrredón trasladó la solicitud al Congreso expresando que era este organismo el que debía hacerse cargo del asunto ya que no estaba autorizado a revocar una determinación dictada por una asamblea anterior. Esta resolución de Pueyrredón fue refrendada por el ministro de guerra Antonio Luis Beruti, enemigo de Saavedra.
El 3 de enero y el 25 de mayo de 1817 Saavedra realizó nuevas presentaciones. Finalmente en mayo de 1817, el Congreso dispuso que el director o una comisión que el nombrara ad-hoc debía resolver el caso Saavedra. Durante junio de 1817 Pueyrredón envió los antecedentes a una comisión integrada por el camarista Alejo Castex, el alcalde de 2.º voto Ambrosio de Lezica y el doctor Gabino Blanco. Esta comisión debía imponerse sobre las decisiones de la asamblea anterior pero el primer problema que tuvo fue la desaparición de todos los antecedentes contra Saavedra. A su vez Castex se excusó por haber manifestado y anticipado "en privado" su parecer sobre la causa. El doctor Cossio se hizo cargo en su lugar y en septiembre de 1817 solicitó al Cabildo el envío de los antecedentes. El cabildo contestó inmediatamente diciendo que los viejos autos se habían pasado al gobierno. Estas dilaciones indignaron a Saavedra que solicitó la búsqueda de los mismos e incluso pidió ayuda al obispado. Más tarde exigió que el camarista Valle informara qué escribano había actuado en febrero de 1814. Los papeles aparecieron finalmente en poder de la Comisión Permanente y esta vez fue el doctor Cossio el que se excusó diciendo que había actuado en el juicio como apoderado y parte. Su reemplazante pidió que Valle enviara otro informe porque aquellas declaraciones de los testigos en febrero de 1814 eran vagas e insignificantes. Valle informó que aquel informe que había leído se basó exclusivamente en esas declaraciones y que él no fue el autor sino "otro" que se lo pidió. Saavedra en sus Memorias acusó al "malvado" Bernardo Monteagudo de ser ese "otro" que Valle obvió mencionar.
El 6 de abril de 1818, la comisión se expidió declarando nulos, sin valor ni efecto los procedimientos del año 1814 y el correspondiente extrañamiento de Saavedra. Aconsejó además que se lo repusiera en sus grados. No obstante, el 15 de mayo de 1818, Pueyrredón designó una nueva comisión integrada por los doctores jueces de alzada Pedro Somellera, Bartolomé Tollo y José Francisco Acosta. Esta vez fue Somellera el que se excusó siendo reemplazado por Juan Bautista Villegas. El 1 de julio de 1818 esta comisión confirmó la sentencia anterior. Cuando parecía que Saavedra finalmente iba a ser sobreseído llegó a manos de Pueyrredón un anónimo donde aparecían citados varios diputados del Congreso de año 1814. Rápidamente Pueyrredón devolvió el caso a la Asamblea General Constituyente el 14 de julio. El 3 de octubre el Congreso informó que de los diputados citados en el anónimo, uno de ellos no estaba incorporado en esa época a la Asamblea, otro declaró que no existieron ni podían existir "otros autos" que no fueran los ya conocidos y dos manifestaron no recordar lo que el anónimo afirmaba. Nuevamente Saavedra presentó un reclamo y finalmente el 24 de octubre de 1818 Pueyrredón, por decreto, le devolvió los despachos de brigadier con la antigüedad solicitada.

## Rehabilitación y últimos años
En 1819, Saavedra asumió el cargo de comandante de campaña, con sede en Luján. Su misión era ejercer la policía de campaña, defender la frontera contra el indio, y auxiliar al ejército que estaba invadiendo Santa Fe. Logró concretar algunos acuerdos de paz con los ranqueles, que resultaron poco duraderos.

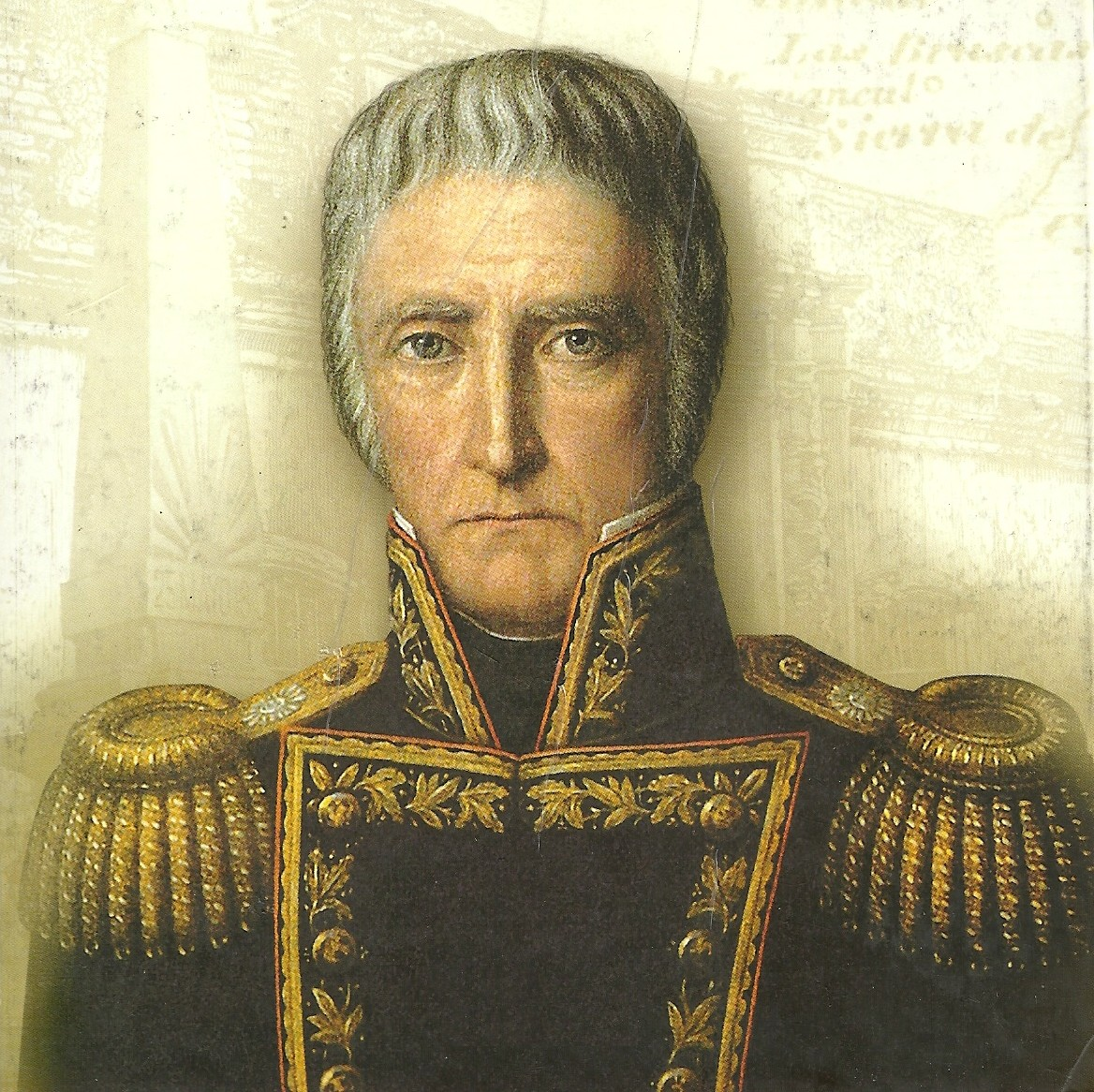
Cornelio Saavedra

El 6 de septiembre de 1819, el director Supremo José Rondeau elevó un oficio al Congreso alertando sobre una supuesta expedición de 20.000 hombres que vendría de España rumbo al Río de la Plata. También pidió la disminución de su sueldo como contribución a la defensa dada la escasez de recursos. Días después recibió una solicitud de militares que pretendían premios y distinciones honoríficas por la "acción primera de nuestras armas, la acción fundamental que nos dio una patria". La nota se refería a los sucesos del 25 de mayo de 1810 donde no hubo ningún hecho de armas y traía a colación ejemplos de grandes hechos militares donde unos pocos habían enfrentado a muchos miles, tal el caso de los espartanos en las Termópilas. Los solicitantes eran: Martín Rodríguez, Juan Florencio Terrada, Juan Martín de Pueyrredón, Marcos y Juan Ramón Balcarce y Cornelio Saavedra. Se desconoce el autor de esta solicitud conjunta pero lo cierto era que Saavedra había hecho una solicitud parecida al rey, antes de mayo de 1810, pidiendo con otros colegas una recompensa por haber impedido el movimiento juntista de Álzaga el 1 de enero de 1809.
En 1820 apoyó el efímero gobierno de Juan Ramón Balcarce como ministro de guerra, y tras su fracaso se exilió en Montevideo como consecuencia de la Anarquía del Año XX.
Regresó a Buenos Aires en octubre de 1821 luego que la Sala de Representantes de la provincia de Buenos Aires, a propuesta de nuevo gobernador, el general Martín Rodríguez y de su ministro Bernardino Rivadavia, sancionara, el 27 de septiembre de 1821, la Ley del Olvido que autorizó el retorno de los exiliados por cuestiones políticas.
Se instaló en una estancia en el norte de la provincia. Allí escribió su autobiografía Memoria autógrafa, dedicada a sus hijos, en la que explicó, desde su punto de vista, algunos hechos en los que actuó.
Saavedra continuó prestando servicios hasta fines de 1821.
En 1822 se acogió a la Reforma del Ejército que pasó a retiro a una importante lista de oficiales. El gobierno le fijó un monto de 17 700 pesos en papel moneda, que inicialmente sufrieron en el mercado una quita del 75% y, aunque después disminuyó, la quita se mantuvo entre el 60% y el 50%. Como el sueldo tomado como base fue el de "un simple coronel de infantería", cargo que accidentalmente estaba desempeñando y no el de brigadier, que específicamente tenía en propiedad, solicitó esa modificación. Otro reclamo judicial que hizo Saavedra se relacionó con el Monte Pío militar. Se trataba de un fondo que se formaba descontando el 8% del sueldo para luego otorgar una pensión a la viuda y que Saavedra pretendió que se adjudicara a su familia o se le devolviera. Respecto del primer reclamo la comisión designada rechazó la solicitud y en relación con el segundo lo derivó a donde correspondiere. Sobre esa base, la Junta de Representantes rechazó la solicitud. En el momento de la votación, Luis Saavedra, miembro de la misma y hermano de Cornelio, solicitó ausentarse de la Sala.
Ofreció sus servicios cuando las Provincias Unidas del Río de la Plata se enfrentaron contra el Imperio del Brasil en la guerra del Brasil, los que fueron gentilmente rechazados por el ministro de guerra Marcos Balcarce debido a su avanzada edad.

## Fallecimiento

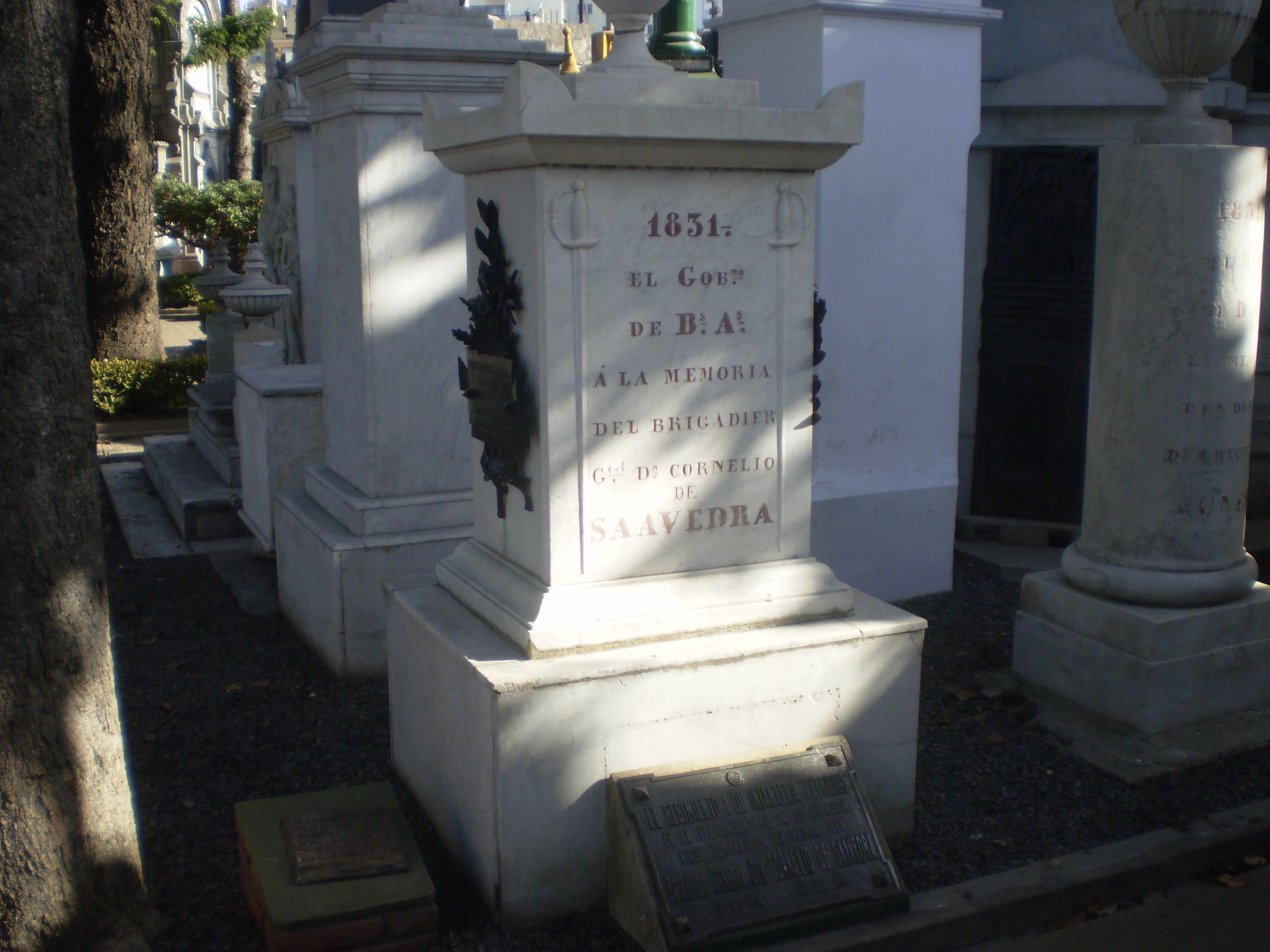
Monumento fúnebre de Cornelio Saavedra en el cementerio de la Recoleta.

Cornelio Saavedra falleció en Buenos Aires a las ocho de la noche del domingo 29 de marzo de 1829 a los 69 años de edad. El gobernador Juan José Viamonte ordenó el traslado de sus restos al cementerio del Norte de la ciudad de Buenos Aires.
El 16 de diciembre de 1829, ocho días después de asumir el gobierno, Juan Manuel de Rosas conjuntamente con Tomás Guido firmaron un decreto por el que se creaba un monumento en dicho cementerio y se depositaba la Memoria autógrafa en la Biblioteca Pública. En los considerandos de este decreto se expresó que: 

El primer comandante de Patricios, el primer presidente de un gobierno patrio, pudo sólo quedar olvidado en su fallecimiento por las circunstancias calamitosas en que el país se hallaba; pero después que ellas han terminado, sería una ingratitud negar al ciudadano tan eminente el tributo de honor debido a su mérito y a una vida ilustrada con tantas virtudes que supo consagrar entera al servicio de la patria.
Decreto Rosas-Guido en (Pacheco, 1984, p. 19)

## Descendencia
Entre los descendientes históricamente relevantes de Cornelio Saavedra se cuentan su hijo, Mariano Saavedra, que fue dos veces gobernador de la Provincia de Buenos Aires entre 1862 y 1865, su nieto Cornelio Saavedra Rodríguez, militar chileno a cargo de la Ocupación de la Araucanía, y su bisnieto Carlos Saavedra Lamas, político, diplomático y jurista argentino, galardonado con el Premio Nobel de la Paz en 1936.
Un descendiente de su hermano Luis Gonzaga, Luis Ibáñez Saavedra, fue padre de Matilde Ibáñez Tálice, primera dama de Uruguay por ser esposa del presidente Luis Batlle Berres (1947-1951) y abuelo de Jorge Batlle Ibáñez, presidente de Uruguay (2000-2005).

## Homenajes

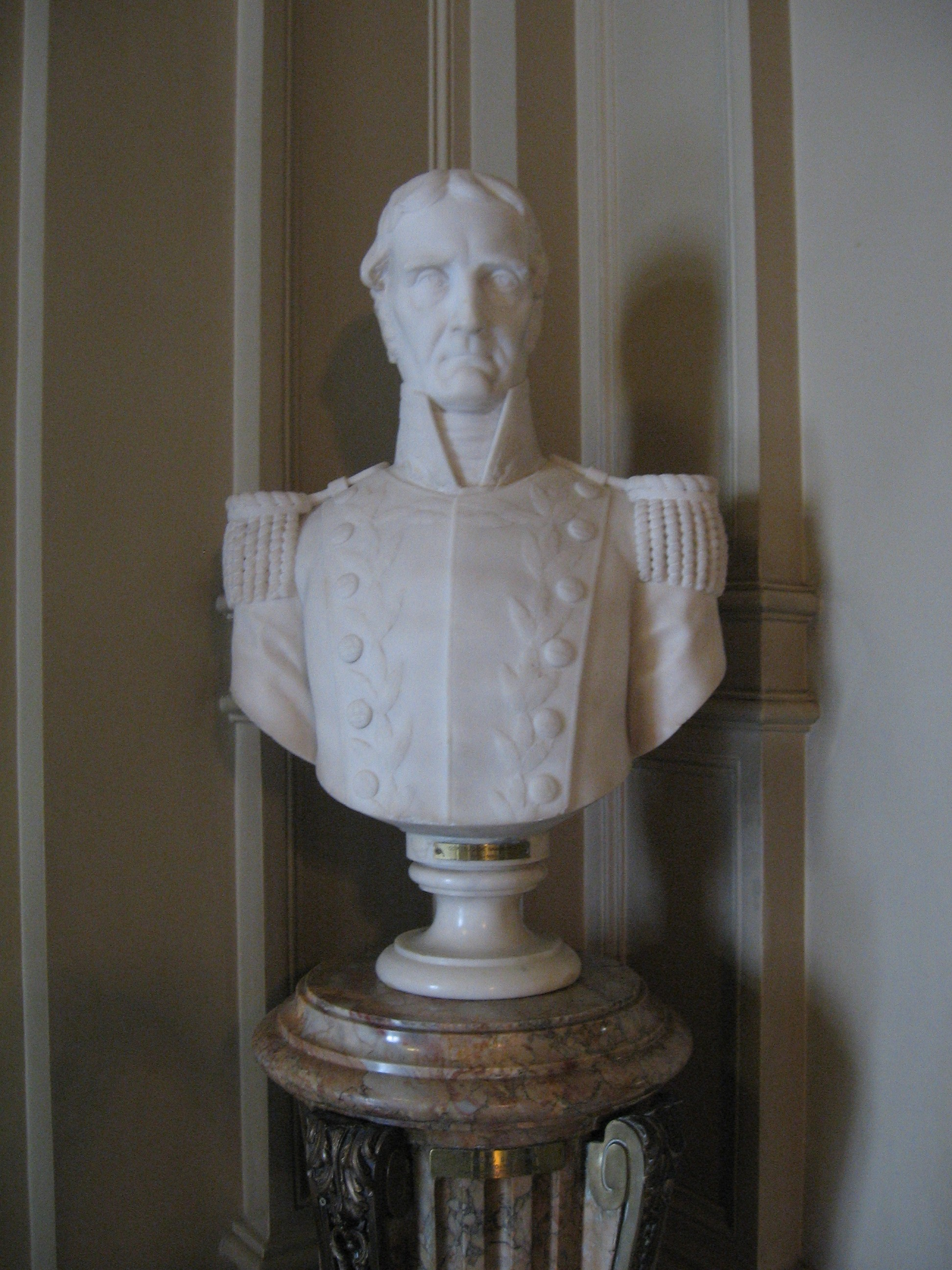
Busto de Cornelio Saavedra en la Casa Rosada.

En recuerdo a Cornelio Saavedra, varios distritos administrativos llevan su nombre en Argentina y en Bolivia. Entre ellos se encuentran la Provincia de Cornelio Saavedra en el Departamento de Potosí, Bolivia, y el Municipio de Saavedra de la Provincia de Buenos Aires.
En tierras de su sobrino Luis María Saavedra, un reconocido estanciero y militar, en el año 1873 fue fundado en la ciudad de Buenos Aires el barrio de Saavedra, en homenaje al presidente de la Primera Junta. En ese barrio existen el Parque Saavedra y el Museo Histórico de Buenos Aires Cornelio de Saavedra, que ocupa las instalaciones de lo que en su momento fue la chacra de Luis María Saavedra, sobrino de Cornelio. Fue inaugurado el 6 de octubre de 1921 y en sus salas se exhiben objetos de la vida cotidiana durante el siglo XIX, tales como instrumentos musicales, armas, platería, cristalería, vestimenta, etc. En cambio, la estación Luis María Saavedra, en el mismo barrio, lleva su nombre como un homenaje del estanciero a su hijo homónimo, fallecido en su infancia.